# Лука Радулов
Лука Радулов е български търговец отпреди Освобождението, един от основателите на Българското книжовно дружество.

## Биография
Според Милко Палангурски Лука Радулов е роден в Котел, но според други източници той е роден в Браила през 1840 година.
Получава образование в Котел и Румъния, където изучава и право. Занимава се с търговия. Един от тримата, на които Петър Берон има довери и назначава за управители на имотите си. 
След Освобождението е председател на Окръжния съд в Оряхово. Като такъв участва в Учредителното събрание в Търново през 1879 година.
Окръжен управител е в Оряхово от 1881 - 1883 година и в Силистра през 1883 година.
Умира през 1917 година. Погребан в София, Централни софийски гробища, парцел 31.